# 刘仲禄
刘仲禄，金国人，后投蒙古，为成吉思汗近侍官。

## 生平
能做鸣镝，兼通医术。曾与特使札八儿一同护送全真教道长丘处机从燕京不远万里西行至中亚觐见成吉思汗。